# Вебстерс Кросинг (Њујорк)
Вебстерс Кросинг (енгл. Websters Crossing) насељено је место без административног статуса у америчкој савезној држави Њујорк.

## Демографија
По попису из 2010. године број становника је 69.
| Група             | 2000.    | 2010.      |
| Белци             | 0 (0,0%) | 63 (91,3%) |
| Афроамериканци    | 0 (0,0%) | 0 (0,0%)   |
| Азијати           | 0 (0,0%) | 1 (1,4%)   |
| Хиспаноамериканци | 0 (0,0%) | 3 (4,3%)   |
| Укупно            | 0        | 69         |